# Florian Trmal
Florian Trmal (* 29. August 1989 in Wien) ist ein ehemaliger österreichischer Basketballspieler.

## Laufbahn
Trmals Eltern spielten beide in den 1970er Jahren in der österreichischen Basketballnationalmannschaft. Sein Vater Heinz Gaisrucker war sein Jugendtrainer. Er durchlief die Jugendabteilung der BasketFighters im Wiener Bezirk Ottakring, ehe er nach Deutschland ging und seine Entwicklung im Nachwuchs von Bayer Leverkusen fortsetzte. Er spielte zudem in der Herrenmannschaft der Rheinländer, erst in der 1. Regionalliga, in der Saison 2009/10 dann in der 2. Bundesliga ProB.
2010 ging Trmal nach Österreich zurück und lief 2010/11 für den BK Klosterneuburg in der Bundesliga auf. 2011/12 war er für den UBC St. Pölten und zwischen 2012 und 2014 für den BC Vienna jeweils ebenfalls in der höchsten österreichischen Spielklasse aktiv. Mit den Wienern wurde er 2013 österreichischer Meister.
2014 wurde Trmal vom Bundesliga-Rivalen Arkadia Traiskirchen unter Vertrag genommen. Im Sommer 2018 wechselte er gemeinsam mit seinem Bruder Martin nach Wien zurück und schloss sich dem BC Hallmann (ehemals BC Zepter) an. Nach einem Jahr in der Hauptstadt ging er zur Saison 2019/20 zum SKN St. Pölten und kehrte auf diese Weise an eine frühere Wirkungsstätte zurück. In der Saison 2019/20, die wegen des Coronavirus SARS-CoV-2 vorzeitig beendet wurde, war Trmal zweitbester Korbschütze der Liga (22,2 Punkte/Spiel). Im Laufe der Saison 2020/21 zog sich Trmal aus beruflichen Gründen aus dem Leistungssport zurück.

### Nationalmannschaft
2017 nahm Trmal erstmals mit der A-Nationalmannschaft an der EM-Qualifikation teil.